# Julienne Djakaou
Julienne Djakaou, née Foutchou Julienne, est une personnalité politique et sénatrice camerounaise. Elle est élue au Sénat lors des élections sénatoriales de 2013, représentant la région de l'Extrême-Nord du Cameroun. 

## Biographie
Julienne Djakaou est une femme politique camerounaise et sénatrice, représentant la région de l'Extrême-Nord au Sénat sous l'étiquette du rassemblement démocratique du peuple camerounais (RDPC). En dehors de sa carrière politique, elle est également comptable-matières auprès du service provincial du Cadastre à Maroua. 
Par ailleurs, elle commence sa carrière professionnelle comme institutrice dans l'enseignement général avant de s'engager pleinement dans la politique et les activités sociales
Madame Julienne Djakaou est une enseignante. Elle est du Diamaré. Avant son entrée au sénat, elle était économe au collège d’enseignement secondaire de Makabaye, une banlieue de Maroua. La militante du Rdpc est cooptée par ses pairs pour tenir l’aile féminine de la grande section Rdpc du Diamaré-centre avant son éclatement en trois. Cette dame de tribu Guiziga, membre du comité central du Rdpc est très populaire en milieux paysans.
Julienne Djakaou est également connue pour son engagement social, étant la fondatrice de l'ONG "Agir" et présidente de la Fédération des organisations non gouvernementales du Cameroun

## Voir Plus